# Mountjoy Blount, 1:e earl av Newport

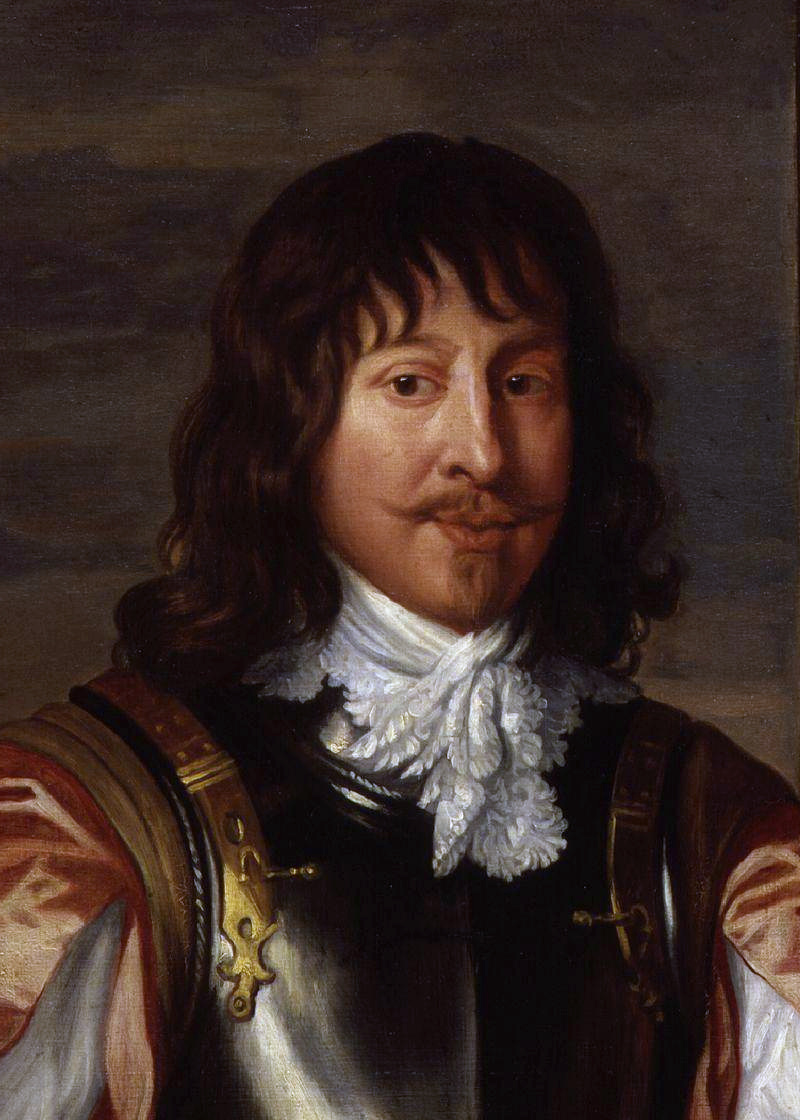
Mountjoy Blount, 1:e earl av Newport, porträtterad av sir Anthony van Dyck.

Mountjoy Blount, 1:e earl av Newport, född omkring 1597, död 12 februari 1666, var en engelsk hovman. Han var naturlig son till Charles Blount, 1:e earl av Devon och Penelope Rich.
Blount vann stor gunst vid Karl I:s hov och upphöjdes 1627 till baron Mountjoy och 1628 till earl av Newport. Under långa parlamentets första skede tillhörde han oppositionen och gjorde som kommendant i Towern denna flera viktiga tjänster, varför han i onåd avskedades av Karl. Då inbördeskriget utbrutit, stred Blount i kungens armé som generallöjtnant under markisen av Newcastle, men råkade i häftig tvist med denne. Tillfångatagen vid Dartmouth 1646 av parlamentshären, lössläpptes han endast mot borgen och deltog sedan inte mer i det politiska livet.